# Tống Chiếu Túc
Tống Chiếu Túc (tiếng Trung: 宋照肃; sinh tháng 3 năm 1941) là chính khách nước Cộng hòa Nhân dân Trung Hoa. Ông là Phó Tỉnh trưởng Chính phủ Nhân dân tỉnh Hà Nam, Phó Bí thư Tỉnh ủy Hà Nam ở miền trung của Trung Quốc trước khi chuyển công tác làm Tỉnh trưởng Chính phủ Nhân dân tỉnh Cam Túc và Bí thư Tỉnh ủy tỉnh Cam Túc ở Tây Bắc Trung Quốc.

## Tiểu sử

### Thân thế
Tống Chiếu Túc là người Hán sinh tháng 3 năm 1941, người khu Ngọa Long, thành phố Nam Dương, tỉnh Hà Nam.

### Giáo dục
Tháng 8 năm 1960 đến tháng 8 năm 1964, Tống Chiếu Túc theo học khoa chính trị tại Đại học Trịnh Châu.

### Sự nghiệp
Tháng 8 năm 1964, Tống Chiếu Túc tham gia công tác làm đội viên rồi phó tổ trưởng tổ công tác của đội công tác phong trào giáo dục xã hội chủ nghĩa huyện Hoài Dương, huyện Hạng Thành (nay là thành phố cấp huyện Hạng Thành) thuộc tỉnh Hà Nam. Tháng 5 năm 1965, ông gia nhập Đảng Cộng sản Trung Quốc.
Tháng 8 năm 1966, ông được bổ nhiệm làm Phó Bí thư Đảng ủy công xã Vương Điếm thuộc huyện Hoài Dương, tỉnh Hà Nam.
Tháng 2 năm 1969, ông chuyển sang làm nhân viên văn phòng tổ biện sự Ủy ban Cách mạng huyện Hoài Dương, tỉnh Hà Nam.
Tháng 10 năm 1970, ông về làm nhân viên văn phòng tổ công tác chính trị của Ủy ban Cách mạng địa khu Chu Khẩu rồi nhân viên văn phòng Ban Tổ chức Địa ủy địa khu Chu Khẩu, tỉnh Hà Nam.
Tháng 1 năm 1980, ông được bổ nhiệm làm Phó Bí thư Huyện ủy Thương Thủy, Phó Chủ nhiệm Ủy ban Cách mạng huyện Thương Thủy, huyện trưởng Chính phủ huyện Thương Thủy, tỉnh Hà Nam. Tháng 7 năm 1982, ông được bổ nhiệm giữ chức Bí thư Huyện ủy Thái Khang, tỉnh Hà Nam.
Tháng 8 năm 1983, ông được luân chuyển làm Phó Bí thư Địa ủy địa khu Chu Khẩu, tỉnh Hà Nam. Tháng 9 năm 1983, ông được bổ nhiệm giữ chức Bí thư Địa ủy địa khu Hứa Xương, tỉnh Hà Nam (nay là địa cấp thị Hứa Xương, tỉnh Hà Nam).
Tháng 9 năm 1984, Tống Chiếu Túc được bầu làm Ủy viên Ban Thường vụ Tỉnh ủy Hà Nam kiêm Bí thư Ủy ban Chính trị Pháp luật Tỉnh ủy Hà Nam, Chủ nhiệm Ủy ban Bảo mật Tỉnh ủy Hà Nam.
Tháng 1 năm 1988, ông được bổ nhiệm làm Phó Tỉnh trưởng Chính phủ Nhân dân tỉnh Hà Nam kiêm Ủy viên Ban Thường vụ Tỉnh ủy Hà Nam. Tháng 4 năm 1993, ông được bổ nhiệm giữ chức Phó Bí thư Tỉnh ủy Hà Nam.
Tháng 3 năm 1998, ông là ứng viên Tỉnh trưởng Chính phủ nhân dân tỉnh Cam Túc kiêm Phó Bí thư Tỉnh ủy Cam Túc. Tháng 4 năm 1998 về sau, ông được bổ nhiệm làm Phó Tỉnh trưởng Chính phủ nhân dân tỉnh Cam Túc, quyền Tỉnh trưởng Chính phủ Nhân dân tỉnh Cam Túc kiêm Phó Bí thư Tỉnh ủy Cam Túc.
Tháng 9 năm 1997, tại Đại hội Đảng Cộng sản Trung Quốc lần thứ 15, Tống Chiếu Túc được bầu làm Ủy viên dự khuyết Ủy ban Trung ương Đảng Cộng sản Trung Quốc khóa XV. Tháng 1 năm 1999, ông chính thức được bầu làm Tỉnh trưởng Chính phủ nhân dân tỉnh Cam Túc.
Tháng 1 năm 2001, ông nhậm chức Bí thư Tỉnh ủy Cam Túc.
Ngày 22 tháng 4 năm 2002, tại hội nghị toàn thể lần thứ nhất của Tỉnh ủy Cam Túc khóa X, Tống Chiếu Túc được bầu làm Bí thư Tỉnh ủy Cam Túc. Ngày 14 tháng 11 năm 2002, tại phiên bế mạc của Đại hội Đảng Cộng sản Trung Quốc lần thứ 16, ông được bầu làm Ủy viên chính thức Ủy ban Trung ương Đảng Cộng sản Trung Quốc khóa XVI. Ngày 15 tháng 1 năm 2003, tại hội nghị lần thứ nhất của Đại hội đại biểu nhân dân khóa X tỉnh Cam Túc, ông được bầu kiêm nhiệm chức vụ Chủ nhiệm Ủy ban Thường vụ Đại hội đại biểu nhân dân tỉnh Cam Túc.
Ngày 19 tháng 8 năm 2003, Ủy ban Trung ương Đảng Cộng sản Trung Quốc đã quyết định miễn nhiệm chức vụ Bí thư Tỉnh ủy Cam Túc, Ủy viên Ban Thường vụ Tỉnh ủy Cam Túc và Ủy viên Tỉnh ủy Cam Túc của Tống Chiếu Túc, kế nhiệm ông là Bí thư Tỉnh ủy Thanh Hải Tô Vinh.
Ngày 27 tháng 8 năm 2003, hội nghị lần thứ tư của Ủy ban Thường vụ Đại hội đại biểu Nhân dân toàn quốc Cộng hòa Nhân dân Trung Hoa khóa X nhiệm kỳ 2003 đến năm 2008 đã biểu quyết bổ nhiệm Tống Chiếu Túc làm Phó Chủ nhiệm Ủy ban bảo vệ Môi trường và Tài nguyên của Đại hội đại biểu Nhân dân toàn quốc (Quốc hội Trung Quốc).
Ngày 13 tháng 3 năm 2005, hội nghị toàn thể lần thứ 4 trong khuôn khổ hội nghị lần thứ ba của Đại hội đại biểu Nhân dân toàn quốc (Quốc hội Trung Quốc) khóa X nhiệm kỳ 2003 đến năm 2008 đã bầu Tống Chiếu Túc làm Ủy viên Ủy ban Thường vụ Đại hội đại biểu Nhân dân toàn quốc Cộng hòa Nhân dân Trung Hoa khóa X.